# Lulu von Thürheim

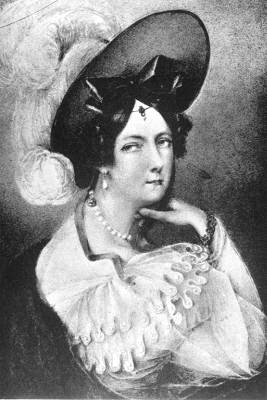
Lulu Gräfin Thürheim. Selbstporträt, um 1832

Ludovika Franziska Maria gen. „Lulu“ Gräfin von Thürheim (* 14. März 1788 auf Schloss Orlbeck bei Tirlemont; † 22. Mai 1864 in Döbling) war eine österreichische Malerin und Schriftstellerin.

## Leben
Ludovika Gräfin Thürheim – genannt „Lulu“ oder „Lou“ – wuchs als Tochter von Josef Wenzel Graf von Thürheim (1749–1808) und Luise Berghe von Trips (1759–1812) in den damaligen österreichischen Niederlanden, dem heutigen Belgien, auf. Auf der Flucht vor der Französischen Revolution kam die Familie 1794 nach Wien, wo Lulu bald eine wichtige gesellschaftliche Rolle spielte. Seit 1813 Stiftsdame des adligen Damenstifts Maria Schul zu Brünn, unternahm sie in den 1820er Jahren ausgedehnte Reisen durch Europa und heiratete 1832 heimlich Charles Thirion, den Sekretär ihres Schwagers Fürst Andrei Kirillowitsch Rasumowski, der allerdings im gleichen Jahr Selbstmord beging. Sie malte Porträts und Landschaftsbilder. Ihre in französischer Sprache verfassten Lebenserinnerungen, in denen sie unter anderem den Wiener Kongress beschreibt, sind als Quelle zur Kultur- und Gesellschaftsgeschichte in der österreichischen Restaurationszeit von Bedeutung. Zu ihren engen Bekannten gehörten die griechischen Freiheitskämpfer Fürst Alexander Ypsilanti und Ioannis Antonios Graf Kapodistrias.
Nachdem Philipp von Blittersdorf (1869–1944) unter dem Pseudonym René van Rhyn schon ab 1910 (Heft 1) in der Österreichischen Rundschau Teile unter dem Titel Die Gesellschaft zur Zeit des Wiener Kongresses. Nach den Aufzeichnungen der Gräfin Luise Thürheim veröffentlicht hatte, gab er 1914 ihre Erinnerungen in Buchform heraus. Bei den ersten beiden Teilen hatte er ein fertiges Manuskript, die letzten beiden Teile setzte er aus Briefen und Tagebucheinträgen zusammen.

## Werk
- Mein Leben. Erinnerungen aus Österreichs grosser Welt 1788–1852 (a.d.Frz., hrsg. v. René van Rhyn), 4 Bde., München: G. Müller 1913 f., erschienen in der Reihe Denkwürdigkeiten aus Altösterreich als Band 7, 8, 11 und 12
  - 1788–1819
    - Band 1 (7): archive.org
    - Band 2 ab 1812 (8): archive.org

  - 1819–1852
    - Band 3 (11): archive.org
    - Band 4 ab 1834 (12): archive.org